# 那売佐神社
那売佐神社（なめさじんじゃ、那賣佐神社）は島根県出雲市東神西町にある神社である。式内社で旧社格は郷社。神西湖の南東にある高倉山のふもとに鎮座する。

## 祭神
- 葦原醜男命（大国主の別名）
- 須勢理姫命

## 歴史
『出雲国風土記』神門郡条に在神祇官社の「奈賣佐社」と「那賣佐社」の2社が記載されている。『延喜式神名帳』出雲国神門郡には「那賣佐神社」と「同社坐和加須西利比売神社」の2社の記載があり、この時点ですでに2つの「ナメサ社」が合祀されていたと考えられる。
天和3年（1683年）に成立した『出雲風土記鈔』には俗に「岩坪大明神」と呼ばれていると記されている。享保2年（1717年）に成立した『雲陽誌』には「高倉明神」という社名で俗に「岩坪明神」と呼ぶと記載されている。永禄5年（1562年）の当社の棟札から室町時代後期にはすでに旧社地の岩坪（後述）から現社地に移転していたものとみられる。『雲陽誌』にはまた「波加佐社奈売佐社あり」と記載されていることから、『出雲国風土記』不在神祇官社の「波加佐社」の一つを合祀したとも考えられる。
明治5年（1872年）に近代社格制度における郷社に認定された。

## 境内
- 拝殿（入母屋造平入り、瓦葺）
- 本殿（大社造変態、栃葺）
- 伊邪那岐命社

境内の脇から登山道を上がると山頂の神西城址まで行ける。

## 境外社
神西八幡宮
東神西町中組にある。貞応2年（1223年）に小野高通が地頭として神西村に赴任してきた翌年に氏神である鶴岡八幡宮の分霊を勧請してきたものとされる。江戸時代までは最大2町7反あまりの社領を持ち、12か村の氏神となるほどの神社であったが、明治維新のときに無格社に列格され、明治43年（1910年）に境内社であった小野神社、稲荷神社、金刀比羅神社とともに当社に合祀された。
貴船神社
東神西町高岩と井内の2箇所にある。いずれも明治43年に合祀されたものである。

## 岩坪

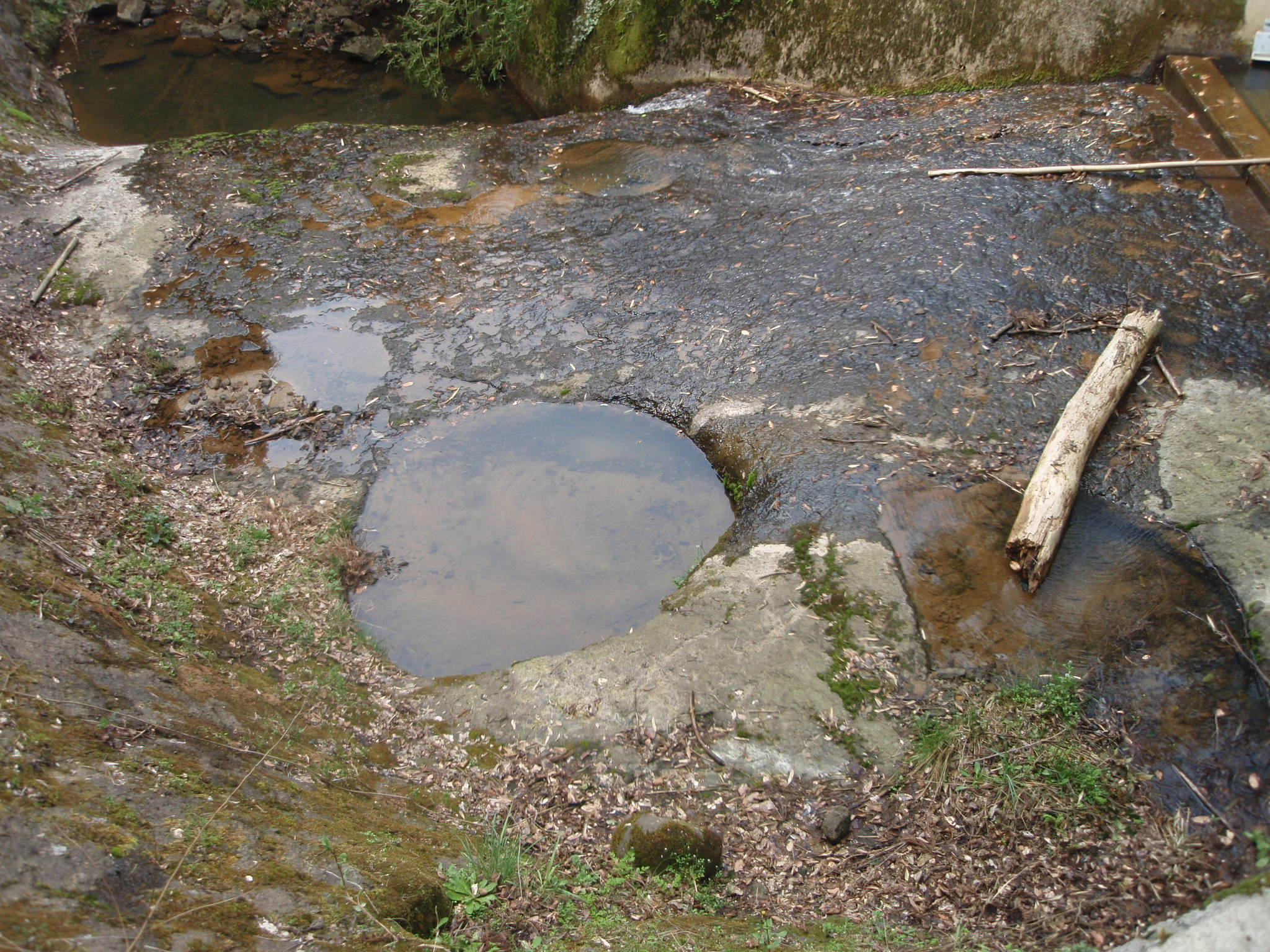
岩坪

『出雲国風土記』神門郡滑狭郷（なめさのさと）条に、所造天下大神（＝大国主）が和加須世理比売命（＝スセリビメ）のところへ妻問いに行ったときに、社の前に磐石があり、表面が滑らかだったことから大神が「滑磐石（なめしいわ）なるかも」と言い、それが郷名の由来となったという説話が記載されている。この説話に登場する「滑磐石」に比定されるのが現社地の近くを流れる九景川（十間川水系）の渓谷にある甌穴「岩坪」である。この付近に旧社地があると考えられ、近くには岩坪明神の祠が置かれている。岩坪は祭神の須勢理姫命が生誕時に産湯を使ったという地元の伝承がある。

## 異説
本居宣長は『古事記伝』において『古事記』の本牟智和気命の説話に登場する「石くま之曽宮」を内山真龍が『出雲国風土記』の滑狭郷の説話に基づいて当社に比定している説を援用し、杵築大社よりもむしろ当社のことではないかとしている。